# Csorba Antal
Csorba Antal (Hajdúböszörmény, Hajdú vármegye, 1897. augusztus 5. – Debrecen, 1974. május 7.) magyar ügyvéd, országgyűlési képviselő.

## Élete
Ősi kálvinista hajdúcsaládok leszármazottjaként született, úgy apai, mint anyai ágon is; szülei Csorba András és Király Julianna voltak. Középiskolai éveit szülővárosa református főgimnáziumában töltötte, majd Budapesten és Debrecenben folytatott jogi tanulmányokat, melyek végén nemcsak jog- és államtudományi oklevelet szerzett, de letette az ügyvédi vizsgáit is.
Az első világháborúban a debreceni 3. honvéd gyalogezred kötelékében vett részt, mint tartalékos zászlós, és mindvégig az olasz fronton harcolt. Részt vett az 1917 októberi áttörésben és előrenyomulásban, a Monte Tomba körüli harcokban, 1918 nyarán a Piave körüli áttörési kísérletben, s végül 1918 őszén az olasz offenzíva elleni védekezés utóvédharcaiban is. Vitézségéért több ízben is kitüntették: átvehette a bronz és a kisezüst vitézségi érmet és a Károly-csapatkeresztet.
Az őszirózsás forradalom idején az Ébredő Magyarok Egyesületéhez csatlakozott, a kommün kitörését követően pedig szülővárosában ellenforradalmi szervezkedésbe kezdett, röpiratokat írt és terjesztett. Emiatt egy ízben elfogták és letartóztatták, Debrecenbe, majd Budapestre hurcolták, ahol – állítólag Korvin Ottó utasítására – súlyosan bántalmazták. Egy ideig a Markó utcai fogházban, majd a Gyűjtőfogházban tartották fogva, csak a kommün bukását követően, 112 nap után szabadult ki.
Mivel a jobboldali gondolkodásnak eleve híve volt, ezt követően még inkább ezen eszmék követőjévé vált, több ilyen szervezet létrehozásában is közreműködött, melyek közül a legismertebbé a Magyar Országos Véderő Egyesület vált; utóbbi hajdúböszörményi csoportjának ő lett az elnöke is. Részt vett Gömbös Gyulával és Borbély-Maczky Emillel a Fajvédő Párt (későbbi nevén Magyar Nemzeti Függetlenségi Párt) szervezésében, és többször rendezett fajvédő gyűléseket Hajdúböszörményben is, melyek egy részén, személyes meghívására Gömbös is részt vett.
1929-ben lett tagja a hajdúböszörményi városi és a Hajdú vármegyei törvényhatósági bizottságnak, ahol már abban az évben híveivel többséget is szerzett. Gömbös kormányra jutása után, mint a Nemzeti Egység Pártja Hajdú megyei titkára, nekilátott a párt megyei szintű szervezésének, majd 1939-ben parlamenti képviselőnek is megválasztották, az addigra némileg átalakult és nevet váltott párt, a Magyar Élet Pártja megyei listájáról mandátumot szerezve. A nagypolitikai színtéren főleg gazdasági és szociális kérdések, földbirtok-politikai problémák foglalkoztatták.

## Magánélete
1927. május 14-én kötött házasságot Debrecenben, felesége Ágoston Anna Flóra Stefánia volt.